# Pogar
Pogar is een bestuurslaag in het regentschap Pasuruan van de provincie Oost-Java, Indonesië. Pogar telt 10.031 inwoners (volkstelling 2010).